# Segmento
En geometría, el segmento es un fragmento de la recta que está comprendido entre dos puntos, llamados puntos extremos o finales. 
Así, dado dos puntos A y B, se llama segmento AB a la intersección de la semirrecta de origen A que contiene al punto B con la semirrecta de origen B que contiene al punto A. Los puntos A y B son extremos del segmento y los puntos sobre la recta a la que pertenece el segmento.

Segmento AB (en verde) contenido en la recta AB.

## Segmentos consecutivos

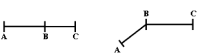
Segmentos consecutivos.

Dos segmentos son consecutivos cuando tienen en común únicamente un extremo. Según pertenezcan o no a la misma recta, se clasifican en:
- Colineales, alineados o adyacentes.
- No colineales.

## Los segmentos como cantidades

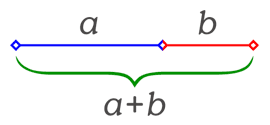
El número áureo surge de la división en dos de un segmento guardando las siguientes proporciones: La longitud total a+b es al segmento más largo a, como a es al segmento más corto b.

El conjunto de los segmentos métricos, constituye una magnitud, de la que los segmentos son cantidades. Es posible determinar entre ellos relaciones y efectuar las operaciones definidas para los elementos de una magnitud:

### Comparación de segmentos
Postulado de las tres posibilidades (Ley de Tricotomía): Dados dos segmentos, debe verificarse una y solo una de las tres posibilidades siguientes:
- Los segmentos son iguales.
- El primero es mayor que el segundo.
- El primero es menor que el segundo.

Posibilidades que se excluyen y se completan, es decir que al cumplirse una dejan de cumplirse las otras dos.

#### Igualdad de segmentos
La igualdad de segmentos, verificable por superposición, goza de las siguientes propiedades:
- Idéntica, reflexiva o refleja: Cualquier segmento es igual a sí mismo.
- Recíproca o simétrica: Si un segmento es congruente con otro, aquel es congruente con el primero..

#### Desigualdad
La desigualdad de segmentos, goza de la propiedad transitiva para las relaciones de mayor y de menor.

## Operaciones
Se distinguen las siguientes operaciones:

### Suma
La suma de varios segmentos consecutivos colineales, da por resultado el segmento determinado por los extremos no comunes de los segmentos considerados. Geométricamente, la suma de segmentos es otro segmento que se obtiene construyendo colinealmente segmentos ordenadamente congruentes con los dados, y procediendo como se indica al principio.
La suma de dos segmentos es otro segmento que tiene por inicio el origen del primer segmento y como final el final del segundo segmento.
La longitud del segmento suma es igual a la suma de las longitudes de los dos segmentos que lo forman.

### Resta
Para restar segmentos se lleva el segmento sustraendo sobre el segmento minuendo de forma que sus orígenes coincidan, el segmento que queda del extremo del sustraendo al extremo del minuendo representada la diferencia.